# صادق ياسين الحلو
صادق ياسين الحلو أكاديمي ومؤرخ عراقي.

## دراسته
- أكمل دراسته الابتدائية والمتوسطة والإعدادية في كربلاء
- ثم بدار المعلمين العالية، والتي تسمى اليوم بكلية التربية / جامعة بغداد وحصل على الليسانس (الدكتوراة) في (التاريخ من السوربون الفرنسية)
- مارس التدريس مدرسا لمادتي التاريخ والجغرافية في عدد من مدارس العراق المتوسطة والثانوية العراقية.
- التحق بالدراسات العليا داخل العراق ودخل كلية الآداب بجامعة بغداد وحصل على الماجستير سنة 1974 في التاريخ الحديث وكانت رسالته بعنوان ((دور القواسم في الخليج العربي))
- حصل على الدكتوراه عن أطروحته الموسومة (موقف بريطانيا من النشاط الفرنسي في الخليج العربي 1798 ـ1801).

## ما قيل فيه
- قال عنهُ الأستاذ حميد المطبعي في موسوعته (أعلام العراق في القرن العشرين) والتي تقع في ثلاثة أجزاء والمطبوعة في بغداد في أواسط عقد التسعينات من القرن العشرين عن، ((أنه افاضل من كتب في التاريخ الاوربي من العراقيين)).
- كما كتب عنه الأستاذ الدكتور أحمد عبد الرحيم مصطفى وهو من أبرز أساتذة التاريخ الحديث في جامعة القاهرة.

## تلاميذه
تخرج على يديه طلبة كثيرون، وصل بعضهم اليوم إلى مرتبة الاستاذية منهم:
- طاهر خلف البكاء
- اسعد محمد زيدان الجوادي
- اسيل عبد الستار
- انعام مهدي السليمان
- محمود عبد الواحد محمود القيسي
- باسم حطاب حبش الطعمة
- حنا عزو بهنان
- خليل إبراهيم صالح المشهداني
- جاسم محمد هادي القيسي
- نايف محمد حسن الاحبابي
- نذير جبار الهنداوي
- بشرى محمود صالح الزوبعي
- أنيس عبد الخالق
- سحر أحمد ناجي
- رياض جاسم حسن الاسدي
- عبد المجيد عبد اللطيف العاني
- عمر محمد جعفر القرالة
- ستار جبار الجابري

## من الرسائل التي أشرف عليها
العلاقات العراقية-الفرنسية 1921-1956
- النشاط التجاري والسياسي لشركة الهند الشرقية في الهند 1600 ـ1778
- العلاقات الخارجية الكارولنجية في عهد شارلمان
- السياسة العثمانية في الخليج العربي 1896 ـ1914 ، الأمير عبد الإله 1939 ـ 1958
- مشاريع التقسيم في فلسطين 1917 ـ 1948
- التطورات السياسية في عمان 1783 ـ1804
- السياسة البريطانية تجاه الخليج العربي خلال الحرب العالمية الأولى 1914-1918

## من مؤلفاته
- حركة الانبعاث الإيطالية، مجلة المؤرخ العربي، العدد (17)، 1981.
- الحروب الصليبية: دوافعها ونواتجها الممهدة، مجلة المورد، المجلد 16، العدد 4، 1987
- حملة السلطان مراد الرابع لاستعادة بغداد 1638، مجلة المورد، المجلد 8، العدد 4، 1979
- الدكتور زكي صالح، مجلة المؤرخ العربي، العدد 56،1998
- الدكتور ياسين خليل عبد الله: حياته وسيرته العلمية، مجلة المؤرخ العربي، العدد 56، 1998